# جشنواره فیلم کوتاه آلپیناله
جشنواره فیلم کوتاه آلپیناله (آلمانی: Alpinale Kurzfilmfestival)، (انگلیسی: Alpinale Short Film Festival) یک جشنواره فیلم کوتاه است که سالانه در شهر بلودنتس در فورآرلبرگ غربی‌ترین ایالت فدرال اتریش برگزار
می‌شود.
این جشنواره از سال ۱۹۸۵ شکل گرفته و به برندگان یونیکورن طلایی اهدا می‌شود. در هر دوره ۳۰ فیلم توسط دبیرخانه پذیرش می‌شود و تعداد مخاطبان جشنواره حدود ۱۰۰۰ نفر است.
از ابتدای تأسیس جشنواره فیلم کوتاه آلپیناله تا سال ۲۰۰۲ شهر بلودنتس میزبانی را به عهده داشت. از سال ۲۰۰۳ تا ۲۰۱۹ ننتسینگ که یک ناحیه از شهر بلودنتس محسوب می‌شود، پذیرای این رویداد سینمایی بود. مجدداً از سال ۲۰۲۰ در دوره سی و پنجم این فستیوال، بلودنتس دوباره میزبان این جشنواره گردید.

## نگارخانه

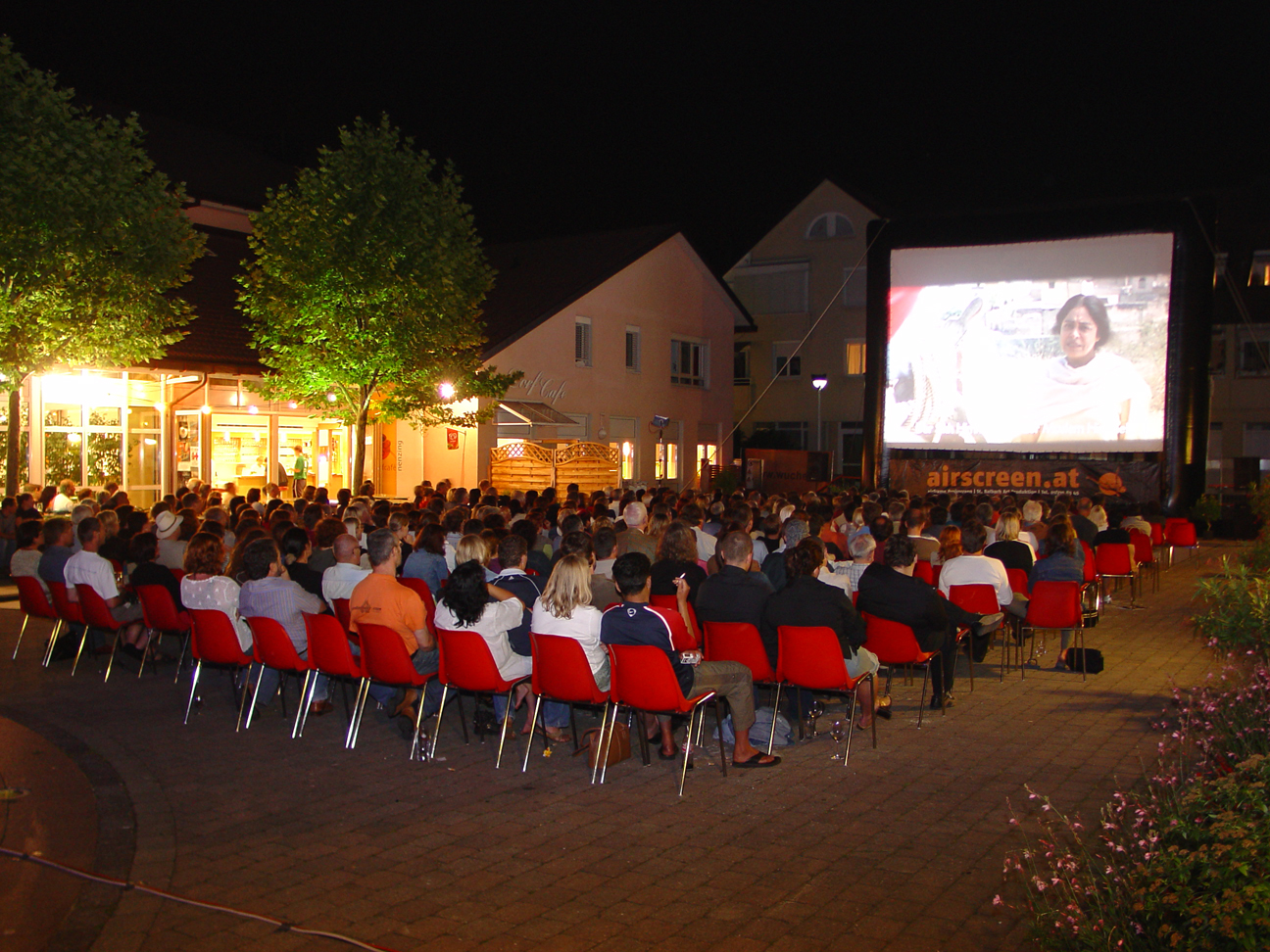
جشنواره فیلم کوتاه آلپیانه، اوت ۲۰۰۶ در ننتسینگ

جایزه تک‌شاخ طلایی